# Grischunite
La grischunite è un minerale.